# Henryk III Walezy

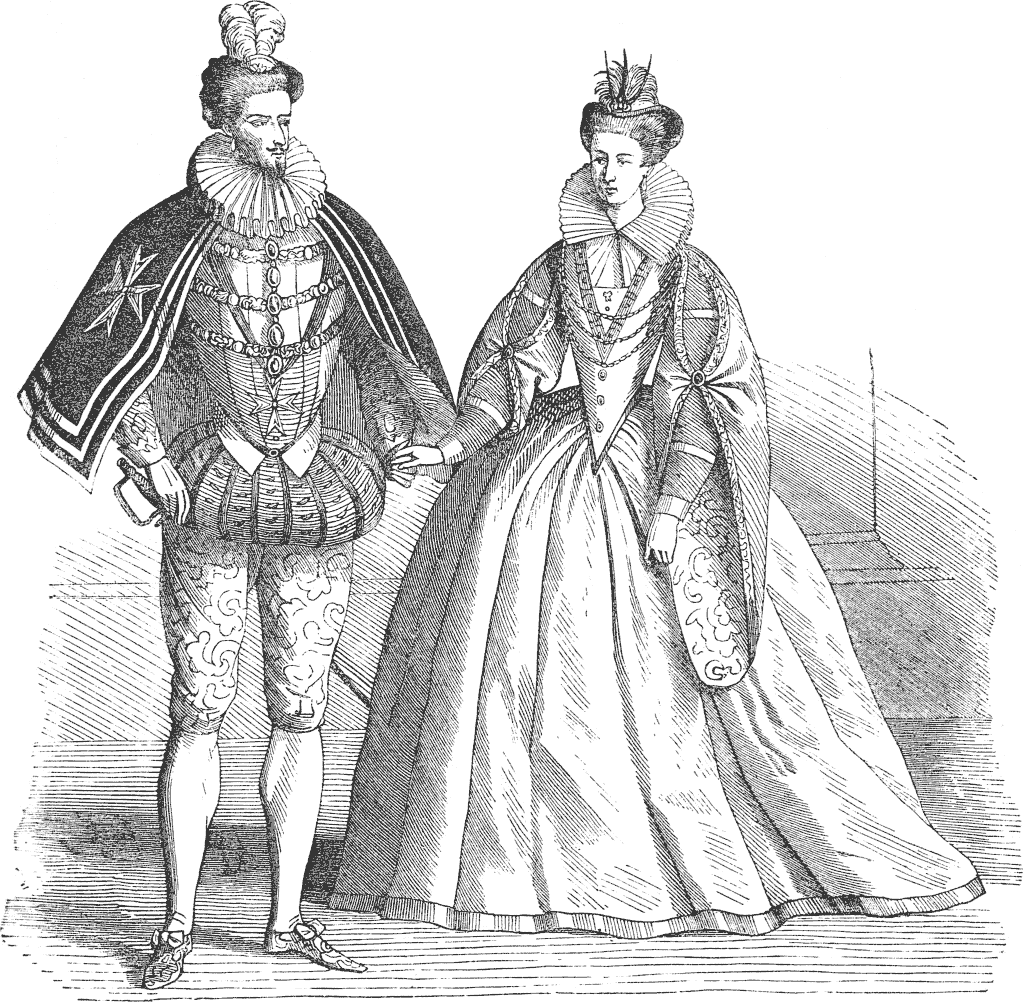
Henryk Walezy i Ludwika Lotaryńska

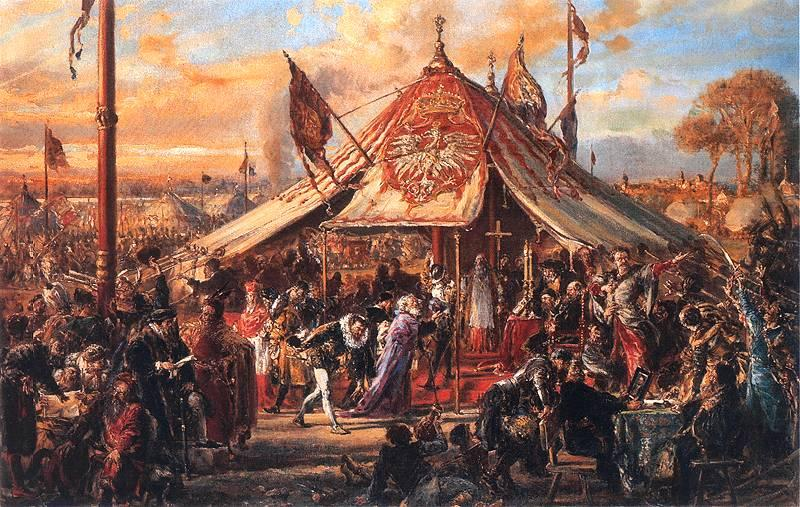
„Potęga Rzeczypospolitej u zenitu. Złota wolność. Elekcja.”, Jan Matejko

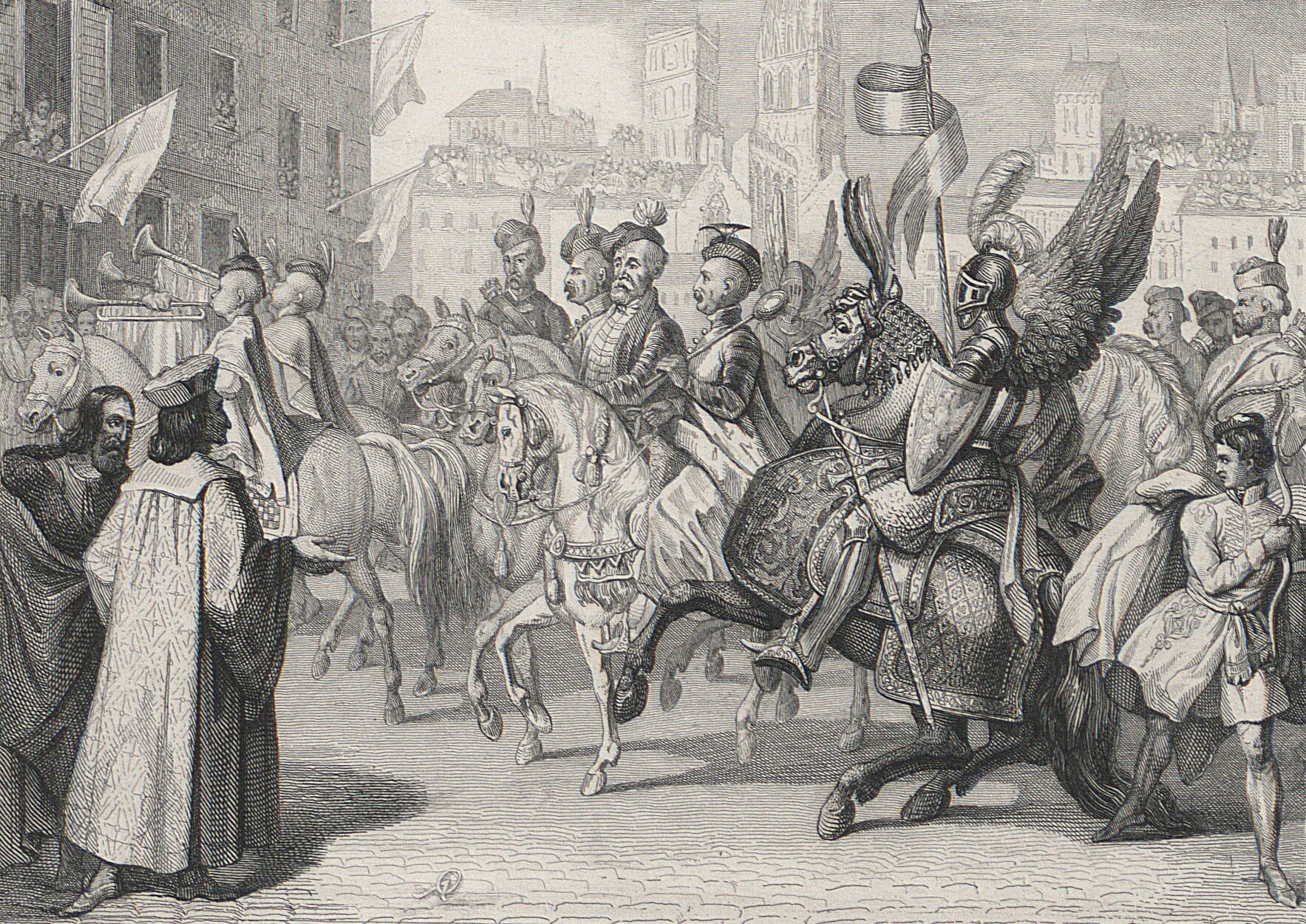
Wjazd poselstwa polskich senatorów po Henryka Walezego do Paryża

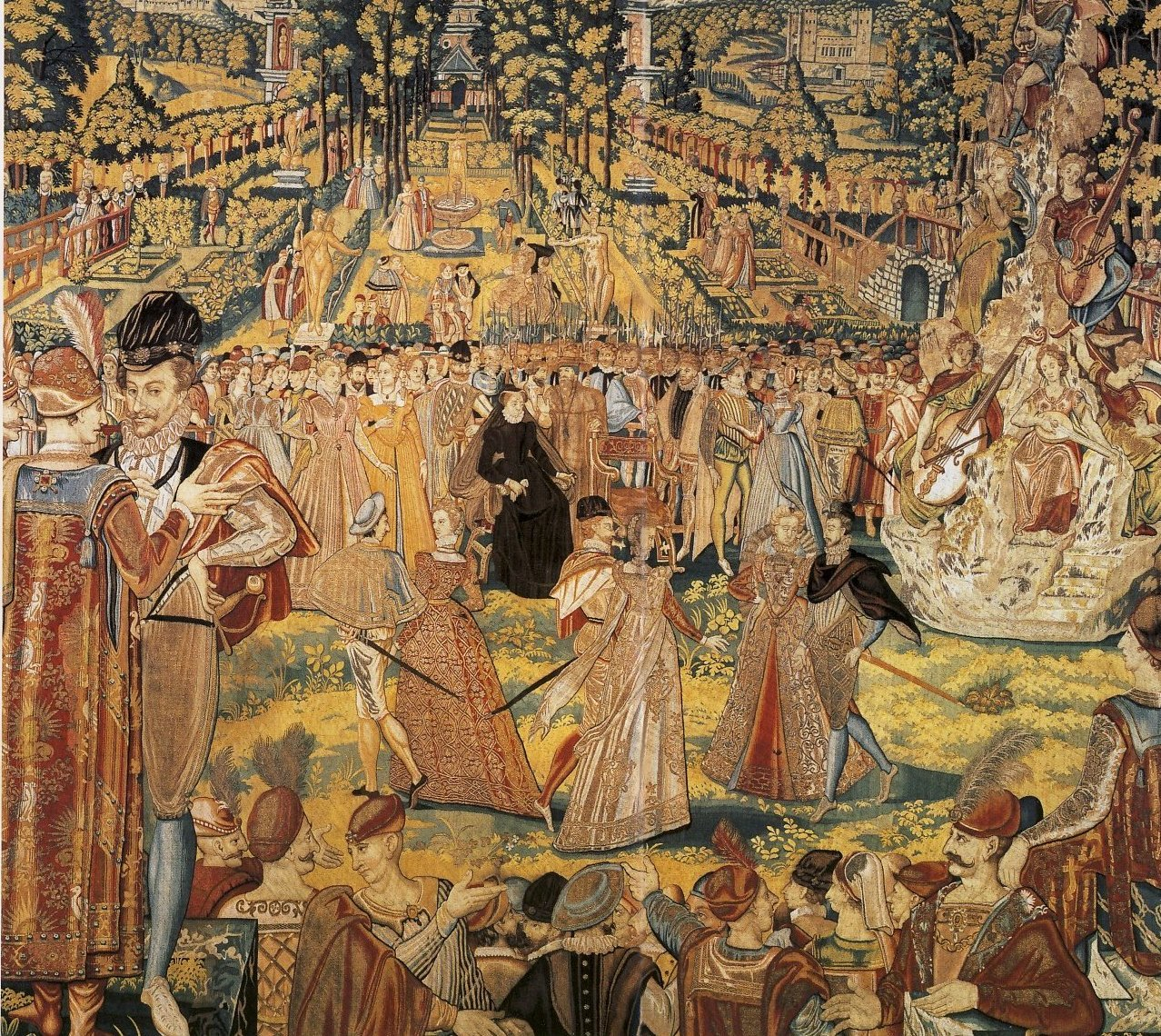
Bal wydany w Paryżu w 1573 roku na cześć poselstwa polskiego

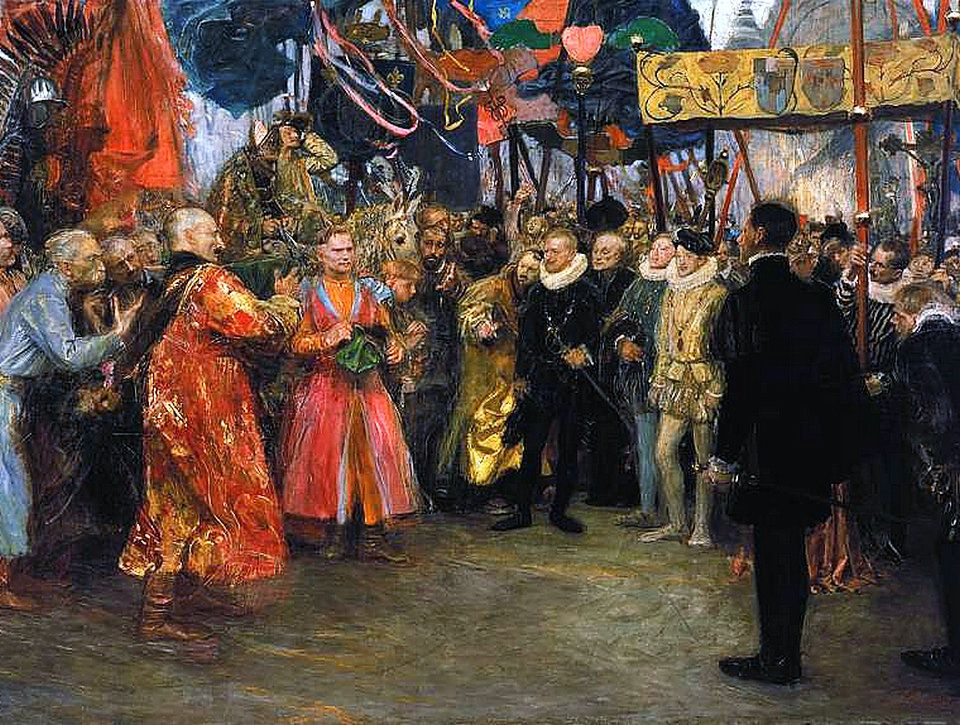
Polskie poselstwo u Henryka Walezego, obraz Teodora Axentowicza

Henryk Walezy (fr. Henri de Valois), właściwie Edward Aleksander (ur. 19 września 1551 w Fontainebleau, zm. 2 sierpnia 1589 w Saint-Cloud) – pierwszy elekcyjny król Polski w latach 1573–1574, ostatni od 1574 r. król Francji z dynastii Walezjuszów jako Henryk III; wcześniej do 1574 r. jako członek domu francuskiego: książę Angoulême (od 1551 r.), książę Orleanu (od 1573 r.) i książę Andegawenii (od 1566 r.).
Jako czwarty syn Henryka II Walezjusza i Katarzyny Medycejskiej miał niewielkie szanse na tron francuski, dlatego uznano go za dobrego kandydata do tronu Rzeczypospolitej po bezpotomnej śmierci Zygmunta II Augusta, ostatniego króla z dynastii Jagiellonów. Mimo uwikłania rodu Walezjuszów w noc św. Bartłomieja i obaw przed przeniesieniem waśni religijnych do Rzeczypospolitej, podczas wyboru nowego monarchy szlachta poparła jego kandydaturę. Wśród przegranych kandydatów byli m.in. syn cesarza Świętego Cesarstwa Rzymskiego Ernest Habsburg, car moskiewski Iwan IV Groźny i król szwedzki Jan III Waza.
Rządy Henryka III w Polsce i na Litwie były krótkie, wywarły jednak duży wpływ na przyszły kształt ustrojowy Rzeczypospolitej. Opracowane przez Sejm podczas bezkrólewia artykuły henrykowskie formalnie zmieniły państwo w monarchię elekcyjną z królem wybieranym po śmierci poprzednika metodą wolnej elekcji. Tymczasem we Francji sytuacja dynastyczna drastycznie się skomplikowała: Ludwik Walezjusz zmarł jeszcze w dzieciństwie, najstarszy brat Henryka, Franciszek II, w 1560, trzeci w kolejności do tronu Karol IX Walezjusz zmarł w wieku zaledwie 23 lat w maju 1574, nie pozostawiając legalnego następcy tronu. Tym samym młodszy od Karola o nieco ponad rok Henryk stał się, zgodnie z prawem Królestwa, które nie wymaga żadnego dodatkowego potwierdzenia tego faktu, królem Francji. W kilka dni po otrzymaniu wieści o śmierci brata Henryk potajemnie uciekł z Krakowa i udał się przez śląski Frysztat do Francji, gdzie w lutym 1575 został koronowany na króla Francji. Ostatecznie szlachta Rzeczypospolitej uznała ucieczkę króla za abdykację i na jego następcę wybrała Annę Jagiellonkę.
We Francji panowanie Henryka przypadło na szczyt trwających od lat 60. XVI wieku wojen religijnych. Widział on ratunek dla Francji w tolerancji religijnej i wzmocnieniu władzy centralnej, jego zapleczem stała się frakcja tzw. Politiques. Jego zamierzenia i plany poważnie ograniczały jednak ciągłe waśnie między ruchami politycznymi wspieranymi przez ościenne mocarstwa: wspieraną przez Hiszpanię Ligą Katolicką, popieranymi przez Anglię i Niderlandy Hugenotami i partią Malkontentów, ruchem jednoczącym katolickich i protestanckich arystokratów sprzeciwiających się absolutystycznym zapędom króla. Ostatnia z partii kierowana była przez najmłodszego brata monarchy, księcia d’Anjou. Ten zmarł w 1584, jako przedostatni z męskich potomków Henryka II. Jako że Henryk III do tego czasu nie doczekał się potomstwa, duże szanse na odziedziczenie tronu zyskał jego kuzyn, król Nawarry Henryk III Burbon, protestant. Jego kandydatura na nowo ożywiła wojny religijne, które przerodziły się w spór dynastyczny znany pod nazwą wojny trzech Henryków (fr. Guerre des trois Henri). W jej apogeum Henryk został zamordowany przez Jacques’a Clémenta, dominikanina i katolickiego fanatyka. Wbrew intencjom jego mocodawców z Ligi Katolickiej, następcą Henryka III został król Nawarry, który przeszedł na katolicyzm, przyjął imię Henryka IV i został pierwszym francuskim władcą z dynastii burbońskiej.

## Dzieciństwo

### Wczesne lata
Henryk przyszedł na świat 19 września 1551 roku jako szóste dziecko, a czwarty syn Henryka II i Katarzyny Medycejskiej. Starsi od niego byli: cierpiący na bóle głowy Franciszek (1543), wątła i nerwowa Elżbieta (1545), Klaudia (1547), Ludwik (który zmarł po półtora roku) i reagujący wybuchami furii Karol Maksymilian (1550). Jedynie Henryk i młodsi od niego Małgorzata (1553) i Herkules, zwany później Franciszkiem (1555), byli zdrowymi, normalnymi dziećmi. Na chrzcie przyszły Henryk otrzymał imiona Aleksander Edward. Imię Aleksander, którego miał używać do bierzmowania było popularne w rodzinie matki. Imię Edward otrzymał po chrzestnym królu Anglii Edwardzie VI.
Dzieciństwo upłynęło Aleksandrowi pomiędzy zamkami Fontainebleau, Blois i Amboise, z dala od ojca, który dużo podróżował w towarzystwie swej faworyty Diany z Poitiers. Dziećmi zajmowała się matka, pozbawiona miłości męża i znaczenia, w nich upatrywała możliwość zaspokojenia zranionych ambicji. Dwór Katarzyny składał się z najpiękniejszych kobiet Francji, Włoch, Szkocji i Flandrii. Zwano go szwadronem podfruwajek, a Katarzyna uczyła swoje podopieczne jak rządzić mężczyznami. Młodzi Walezjusze wychowywali się wśród nich, rozpieszczani, obserwując od najmłodszych lat rozgrywające się na ich oczach romanse. Oddalenie od ojca i rządy surowej matki pogłębiły tylko zniewieściałość, która charakteryzowała ostatnie pokolenie Walezjuszów.
Ze względu na słabe zdrowie w dzieciństwie Aleksander bardzo długo chodził w lekkich sukienkach. Był ulubieńcem matki, która nazywała go moje oczy i mały orzeł. Zachwycała się jego zdrowiem i urodą. Zawsze znajdowała dla niego czas na czułości i pieszczoty. Aleksander, tak jak i matka przejawiał zamiłowanie do nauki. Uczył się dobrze. Jego preceptorem był znakomity humanista francuski Jacques Amyot. Mały Aleksander rozczytywał się w Plutarchu i romansie Perceforest.

### Wojny zewnętrzne i domowe
Marzenia o wielkich wojennych czynach młodego królewicza zderzały się z trudną rzeczywistością. Armia francuska w kolejnej rundzie wojny z Hiszpanią poniosła klęski pod Saint-Quentin (1557) oraz Gravelines (1558) i Francja zmuszona była w traktacie pokojowym w Cateau-Cambrésis (1559) zrezygnować z ambicji panowania we Włoszech. W 1558 roku najstarszy brat Aleksandra Franciszek został ożeniony z Marią Stuart. Rok później Klaudię wydano za księcia Lotaryngii, a Elżbietę za Filipa II, króla Hiszpanii. Młody Aleksander został księciem Angoulême i miał otrzymać własny dwór. Jednakże 30 czerwca 1559 roku król wyprawił wielki turniej dla uczczenia ślubu córki. Trafiony w pojedynku kopią przez oko w mózg przez współzawodnika Gabriela Montgomery’ego, zmarł po dziesięciu dniach. Królem Francji został 16-letni brat Aleksandra – Franciszek II.
Opiekę nad królem objęli Franciszek Gwizjusz i jego brat Karol kardynał lotaryński, wujowie jego żony. Opozycję przeciw Gwizjuszom zawiązali Ludwik Kondeusz i Antoni Burbon, którzy skupili wokół siebie zdemobilizowane po pokoju w Cateau-Cambrésis, rzesze szlachty i żołnierzy, którzy niezadowoleni, zasilili szeregi francuskich protestantów, od tego mniej więcej czasu zwanych hugenotami. Opozycjoniści próbowali porwać króla, zostali jednak rozbici i powieszeni na balkonach zamku Amboise. Aleksander wraz z braćmi był świadkiem egzekucji. 6 grudnia 1560 roku zmarł Franciszek II.

### Początek rządów królowej-matki
Królem ogłoszono 10-letniego Karola. Aleksander ściskał brata w czasie uroczystości koronacyjnych, a król wołał, że wszystko chce z nim dzielić. Regentką ogłosiła się królowa-matka, choć prawo to przysługiwało Antoniemu de Burbon. Wobec słabości sił protestanckich chętnie uznał takie rozwiązanie, na które przystali również nie posiadający wystarczających praw do tronu Gwizjusze. Ci ostatni przygotowali w następnych tygodniach próbę porwania Aleksandra. W październiku 1561 roku Jacques de Savoie, książę Nemours próbował nakłonić dziesięciolatka do ucieczki do zamku Saint-Germain-en-Laye, na dwór lotaryński jego siostry Klaudii. Rozmowę podsłuchały jednak dwórki Katarzyny. Królowa-matka udaremniła te zabiegi. Aleksander został przesłuchany przed Radą Królewską. Upokorzony chłopak wywarł całą swą złość na katolicyzmie. Wspomagany przez królewskiego brata biegał po zamku przebrany za kardynała, przedrzeźniał obrzędy, wyśmiewał się z figur świętych, a siostrze palił książeczki do nabożeństwa.
Katarzyna wydała w styczniu 1562 edykt tolerancyjny, który zezwalał na prywatne odprawianie protestanckich obrzędów. Franciszek Gwizjusz odpowiedział egzekucją protestantów w Wassy, którzy wbrew prawu odprawiali nabożeństwo publiczne. Przeciw Gwizjuszom wystąpił Kondeusz. Królowa z Fontainebleau na próżno wzywała go, by udzielił jej oparcia. Pierwsi zjawili się Gwizjusze, którzy wymogli na niej kapitulację. 19 października pod Dreux siły protestanckie, dowodzone przez księcia Kondeusza, poniosły klęskę, a on sam dostał się do niewoli. Antoni Burbon zginął podczas oblężenia Hawru, a Franciszek Gwizjusz z ręki skrytobójcy. Oswobodzona spod wpływu wielkich panów Katarzyna wydała w marcu 1563 roku edykt kończący I wojnę religijną. Królowa zraziła się do protestanckich przyjaciół, którzy opuścili ją w krytycznym momencie. Katolicy okazali się silniejsi i nie można było rządzić bez nich. Karol i Aleksander musieli porzucić zabawy w kardynałów, świecić pobożnością i wysłuchiwać licznych mszy.
Po koronacji Karola Amyot został Wielkim Jałmużnikiem, a opiekę nad dalszą edukacją synów Katarzyny objął Franciszek Carnavelet, kierownik królewskiej ujeżdżalni. Aleksander czynił szybkie postępy w szermierce i w grze w piłkę, pierwowzorze tenisa. Czytywał romanse rycerskie Amadisa i Perceforesta, opowieści Aretina, poezję Ronsarda. Nauczył się na pamięć Testamentu Villona, rozczytywał się w Machiavellim, którego rozdział miano mu później czytać codziennie przed snem. Aleksander zawsze skłonny do przebieranek, wyżywał się w tych latach jako aktor dworskiego teatru i tancerz w baletach.

### Poszukiwania tronu dla Aleksandra
Szukając dobrej paranteli dla swego syna Katarzyna podjęła rozmowy w sprawie ożenku Aleksandra z doñą Juaną – siostrą Filipa II – zwaną królową Portugalii, licząc na Księstwo Mediolanu i Królestwo Neapolu dla swego syna. Aby omówić ten projekt osobiście królowa ruszyła na początku 1564 roku w podróż ku granicy hiszpańskiej. Na dworze lotaryńskim, gdzie się zatrzymano, Aleksander został ojcem chrzestnym syna swej siostry Klaudii. W Marsylii przebrani za Turków synowie Katarzyny oglądali galery. W Montpellier, gdzie spędzili święta, po raz pierwszy zobaczyli śnieg i bili się śnieżkami. W styczniu dwór dotarł do Tuluzy, gdzie miał spędzić kilka miesięcy. 18 marca 1565 miało miejsce bierzmowanie braci królewskich. Aleksander przyjął po ojcu imię Henryka, a Herkules po dziadku i bracie – Franciszka.
Katarzyna negocjowała z dworem hiszpańskim, jednocześnie korespondując w sprawie małżeństwa Karola z królową Elżbietą, a Henryka ze szkocką Marią Stuart. W maju dwór królewski zjechał do Bayonne. Henryk na czele trzydziestu jeźdźców wyjechał na spotkanie swej siostry, królowej hiszpańskiej, etykieta nie pozwalała jednak rodzeństwu się przywitać. Rozmowy ostatecznie nie przyniosły rezultatu. W drodze powrotnej w Tours, dwór spotkał Ronsarda. Po niepowodzeniu planów hiszpańskich Katarzyna rozpoczęła poszukiwania innego państwa dla ulubionego syna. Jan Baptysta Puccini, sekretarz, Zygmunta Augusta, zasugerował możliwość ubiegania się o tron polski po śmierci bezdzietnego króla polskiego. Równocześnie pojawiła się propozycja małżeństwa z córką bogatego elektora saskiego Augusta.

## Książę andegaweński

### Namiestnik królestwa
Na początku 1567 roku w Moulins zwołane zostały Stany Generalne. Karol nadał tam Henrykowi tytuł księcia andegaweńskiego, wraz z rozległymi włościami (księstwami Bourbonnais i Owernii, hrabstwami Beaufort, Forez, Montferrand i drobniejszymi baroniami) i uposażeniem, a Franciszkowi tytuł księcia d’Alençon. Henryk z Franciszkiem serdecznie się nienawidzili, stosunki Henryka z królewskim bratem też z latami coraz bardziej się pogarszały. Prowadziło to do licznych konfliktów. Henryk miał odtąd własny dwór. Zarządzał nim René Villequier, który znając ambicje swego pana otoczył go orszakiem wysportowanych rówieśników, z o kilka lat starszym zabijaką Ludwikiem Berangerem panem Du Gast na czele. Z grupy tej powstać miała w przyszłości formacja mignonów.

W 1566 roku w Niderlandach zawiązała się konfederacja przeciw rządom hiszpańskim. Dla spacyfikowania nastrojów wyruszyła na północ, wzdłuż granic francuskich, potężna armia hiszpańska. Zaniepokojony rozwojem wypadków przywódca hugenotów, książę Kondeusz, wystąpił na Radzie Królewskiej z oświadczeniem, że powoła w ciągu kilku dni 4-tysięczną armię, co było jawnym wejściem w kompetencje króla lub jego namiestnika. Henryk wystąpił w obronie króla jako jego namiestnik, choć formalnie nim jeszcze nie był. Kondeusz opuścił Paryż, pod koniec września próbował zaatakować zamek Montceaux i wziąć do niewoli przebywającą tam królową i jej synów. Uprzedzona o zamachu Katarzyna, pod eskortą najemników szwajcarskich, wycofała się do Paryża. Zaczęła się druga wojna religijna. 10 listopada 1567 pod Saint- Denis armia królewska dowodzona przez marszałka Anne de Montmorency odniosła zwycięstwo na hugenotami. Dowódca wojsk królewskich zginął na polu bitwy. Rojaliści byli jednak skłóceni: do naczelnego dowództwa aspirowali popierający kanclerza Montmorency i prohiszpańsko nastawieni Gwizjusze. Nowym dowódcą i namiestnikiem królestwa Karol mianował w tej sytuacji brata, Henryka. Przez kilka następnych miesięcy młody dowódca prowadził podjazdowe walki z siłami Kondeusza i Coligny’ego. Na wiosnę Kondeuszowi zabrakło pieniędzy i 23 marca 1568 roku podpisano pokój w Longjumeau.

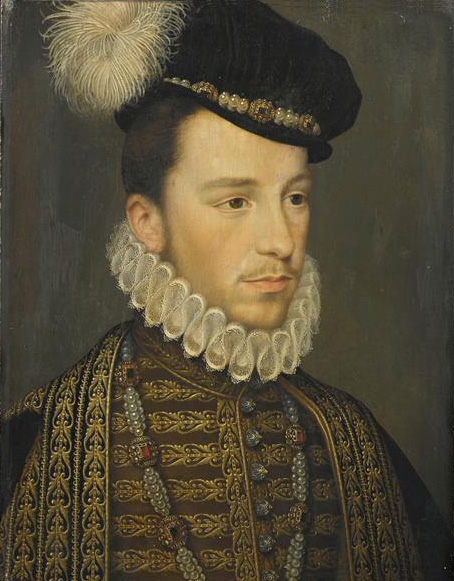
Henryk w 1570 roku

Król niespecjalnie interesował się królestwem. Całymi dniami polował. Henryk w tym czasie od rana zasiadał w Radzie Królewskiej, zajmując się pracą administracyjną, którą bardzo polubił. Starał się w bezpieczny sposób zdemobilizować wojska zaciężne, rozlokować armię królewską. Uczył się kierowania sprawami królestwa, którym rządziła matka.

### Jarnac i Moncontour
Katarzyna, która obawiała się Kondeusza, wydała marszałkowi Tavannesowi rozkaz pochwycenia księcia. Przedsięwzięcie nie powiodło się i przywódcy protestanccy rozpoczęli kolejną, trzecią, wojnę domową. Henryk zajął się koncentracją wojsk, przygotowaniem planów wojennych, zaopatrzeniem armii. W październiku wyruszył z wojskiem nad Loarę. Początki wojny zeszły jednak na nieudanych negocjacjach. Na początku marca 1569 armia Henryka znajdowała się pomiędzy Angoulême a La Rochelle, zdążając w kierunku zagrożonego przez hugenotów Bordeaux, od przeciwnika oddzielała ją rzeka Charente. W nocy 12 na 13 Tavannes zmylił czujność Coligny’ego i przez pospiesznie zbudowany drewniany most przeprawił wojsko. Do bitwy doszło pod miejscowością Jarnac. W decydującym momencie bitwy, gdy kawaleria Kondeusza uderzyła na rajtarów katolickich, Henryk zatoczył ze swą jazdą szeroki łuk i z flanki uderzył na oddziały Kondeusza rozbijając je doszczętnie. Bitwa zamieniła się w rzeź. Kondeusz zginął w walce. Coligny’emu udało się wycofać z resztką wojska.
Bezpośrednio po bitwie Henryk wszczął rokowania pokojowe. Na przeszkodzie zawarciu pokoju stanęli jednak zazdrosny o sławę brata król oraz Gwizjusze. 3 października doszło do kolejnej bitwy pod Moncontour na północ od Poitiers. Jazda hugenocka rozbita przez włoską kawalerię zaczęła się wycofywać, gdy Coligny pchnął do walki oddziały księcia Ludwika Nassauskiego. Henryk osobiście poprowadził szarżę, która przełamała opór przeciwnika i pod silnym ostrzałem rozbiła linię obrony głównych sił. Niedobitki zwyciężonych umknęły z pola walki, uwożąc rannego dowódcę. Szybka akcja mogła doprowadzić do rozgromienia niedobitków. Król jednak nakazał zaniechać pościgu i skupić się na obleganiu twierdz. Armia królewska nie miała na to odpowiednich środków. Wielomiesięczne działania oblężnicze nie przyniosły rozstrzygnięcia. W tym czasie Coligny odbudował swą armię. Rozpoczęto rokowania pokojowe, które 8 sierpnia 1570 doprowadziły do zawarcia pokoju w Saint-Germain-en-Laye. Trzy dni później parlament wydał edykt, który przyznawał hugenotom bardzo znaczący zakres swobód, pieczętując ich faktyczne zwycięstwo w wojnie.

### Romanse i polityka
Po powrocie Henryka do Paryża matka podsunęła mu kochankę panią Ludwikę de la Béreaudière du Rouet. Henryk szybko jednak zorientował się w jej roli donosicielki i oddalił ją. Kolejną jego kochanką została niezwykłej piękności Renata de Rieux, pani na Châteauneuf. Wkrótce kochliwy Henryk poznał Marię de Clèves, hugenotkę, do której zapałał szczególnym uczuciem. Dla obydwu kazał swemu nadwornemu poecie układać płomienne wiersze, nie przeszkadzało mu to jednak nocami polować na damy, głównie prostytutki. W czasie tych eskapad dochodziło do awantur pomiędzy księciem i jego ludźmi, a ludźmi króla.
W 1571 roku królowa chcąc mieć wszystkich swych głównych oponentów pod kontrolą zdołała ściągnąć do Paryża Coligny’ego i Joannę nawarską, wdowę po Antonim de Burbon i matkę Henryka. Coligny’emu udało się narzucić swój autorytet królowi, zazdrosnemu o Henryka i pragnącemu uwolnić się spod dominacji matki. Otoczony młodymi hugenotami urządzał burdy uliczne. Zaczął się też skłaniać ku planom Coligny’ego ataku na Hiszpanię w celu skanalizowania niepokojów wewnętrznych w konflikcie zewnętrznym. Plany Coligny’ego popierała dyplomacja angielska i Medyceusze.
W maju 1572 oddziały protestanckie zdobyły w Niderlandach należące do Hiszpanii Mons i Vincennes. Henryk, po zwycięstwie Hiszpanów pod Lepanto, był przeciwny wojnie z Hiszpanią i nakłaniał raczej do przyłączenia się do Ligi antytureckiej. Przedstawił nawet na posiedzeniu Rady Królewskiej memoriał w sprawie szans Francji w wojnie z Hiszpanią. W czerwcu Hiszpanie odzyskali zdobyte miasta, a w lipcu pod Quiévrain pokonali Jeana de Hangest, hrabiego Genlis, przy którym znaleźli kompromitujące króla francuskiego listy popierające zaczepne działania protestantów w Niderlandach. Król naciskany z jednej strony przez ambasadora hiszpańskiego z drugiej przez Coligny’ego nie umiał podjąć decyzji. W tej sytuacji królowa-matka odzyskała wpływ na rządy nad państwem. Uspokoiła ambasadora hiszpańskiego i Coligny’ego, a resztę pieniędzy w skarbcu przeznaczyła na ślub Henryka de Bourbon ze swą córką Małgorzatą.

### Dzień św. Bartłomieja
kontrolowane przez szlachtę hugenocką
     kontestowane między hugenotami i katolikami
     kontrolowane przez szlachtę katolicką
     luteranie w Alzacji

Francja podczas wojen religijnych (w granicach z 1685 roku); ziemie:
kontrolowane przez szlachtę hugenocką
kontestowane między hugenotami i katolikami
kontrolowane przez szlachtę katolicką
luteranie w Alzacji

Do Francji doszła wieść o śmierci Zygmunta Augusta. Henryk zakochany w księżnej de Clèves nie chciał jednak starać się o tron polski. Ustąpił dopiero pod naciskiem brata i z Francji wyjechał do Polski, by starać się o polską koronę dla księcia andegaweńskiego, biskup Jan de Monluc. Z początkiem sierpnia młody książę Kondeusz poślubił, ku rozpaczy Henryka, jego ukochaną księżną de Clèves. Tymczasem do Paryża przybył na czele ośmiuset szlachty hugenockiej Henryk de Bourbon. 18 sierpnia odbył się uroczysty ślub Henryka i Małgorzaty Walezjuszki. Następnego dnia grożącego wojną domową Coligny’ego postrzelił zamachowiec, Karol de Maurevert. Śledztwo podjęte na rozkaz króla skompromitowało jego matkę. Miasto wrzało. Protestanci zebrani przy łożu rannego admirała odgrażali się katolikom. Gruchnęła pogłoska, że Franciszek de Montmorency na czele trzydziestotysięcznej armii protestanckiej maszeruje na Paryż, protestanci domagali się śmierci Katarzyny Medycejskiej.
W tej sytuacji na dworze padła propozycja wytracenia przywódców protestanckich. Wobec liczebności sił protestanckich w stolicy, królowa wezwała na pomoc mieszczan i Gwizjuszy. Przywódca mieszczan Klaudiusz Marcel i Henryk Gwizjusz podjęli, niezależnie od uzgodnień z królową, przygotowania do wymordowania nie tylko przywódców protestanckich, ale wszystkich protestantów w stolicy. Chwiejny król stawił matce niespodziewany opór i sprzeciwił się planowi, ostatecznie jednak ustąpił i zamknął się w swej komnacie. Nad ranem Henryk, dotąd wspierający swą matkę, przekonał ją do odwołania całej akcji i pchnął kuriera z rozkazem do Gwizjuszy. Było już jednak za późno.
24 sierpnia, o trzeciej rano dzwony Paryża dały sygnał do uderzenia na protestantów. Napastnicy w pierwszej kolejności zaatakowali dom admirała Coligny’ego i skupionej wokół niego po oberżach szlachty hugenockiej, później zajęli się łupieniem domostw mieszczańskich. Pozwoliło to sporej części szlachty uciec z Paryża. Tłumy zbrojnych paryżan otoczyły również Luwr. Królowa była zmuszona wydać chroniących się w murach zamku protestantów, ocaliła tylko zięcia i księcia Kondeusza, za cenę ich przejścia na katolicyzm. Henryk próbował na czele ośmiuset kawalerzystów i tysiąca piechurów pilnować porządku. Żołnierze jednak przyłączyli się do rabunku. Udało mu się ocalić jedynie marszałka de Cossé. Nad ranem powrócił do pałacu i zasiadł do pisania listów do gubernatorów i generalnych namiestników prowincji, nakazując nie zmieniać niczego w obowiązującym edykcie tolerancyjnym. Cztery dni później król zmienił jego polecenia nakazując dokonanie rzezi na prowincji. W wyniku rzezi zginęło co najmniej trzy tysiące hugenotów w Paryżu i kilkanaście na prowincji.

### Oblężenie La Rochelle
Po nocy świętego Bartłomieja królowa odzyskała pełnię władzy. Karol IX przestał się buntować, Gwizjusze stali się jej stronnikami. Przy pomocy swych włoskich współpracowników królowa przygotowała nowy edykt wyznaniowy znoszący wolność kultu publicznego i ograniczający go do domów szlachty, nakładający na protestantów kary pieniężne i konfiskaty oraz nakazujący poddanie miast hugenockich gubernatorom królewskim. La Rochelle zamknęła swe bramy. Za jej przykładem poszły miasta langwedockie. Nienawiść króla do Henryka doszła do szczytu. Aby rozdzielić zwaśnionych braci królowa wysłała Henryka przeciw La Rochelle. W listopadzie 1572 zamknął się pierścień wokół hugenockiej stolicy. Henryk organizował zaopatrzenie i nowe zaciągi nad Loarą. W lutym przybył pod roszelską twierdzę i rozpoczęło się oblężenie.
Prace oblężnicze powoli postępowały naprzód, choć oblężeni zadawali armii królewskie dotkliwe straty. Flocie królewskiej udało się zablokować twierdzę od strony morza i rozproszyć idącą jej z odsieczą pomoc angielską. W miarę postępów oblężenia Henryk zaczął coraz silniej dążyć do pokoju. Pod murami La Rochelle doszła go wiadomość, że został wybrany królem Polski, co artyleria królewska uczciła salwą. 12 czerwca miał miejsce ostatni szturm, obliczony na zmęczenie oblężonych. 18 czerwca został podpisany pokój. Król rezygnował z wprowadzenia garnizonów do miast protestanckich, nakazał jednak dopuszczenie w nich kultu katolickiego, protestancki mógł być praktykowany prywatnie. La Rochelle zgodziła się przyjąć garnizon królewski. Zakończyła się czwarta wojna religijna.

## Król Polski

### Droga do polskiego tronu

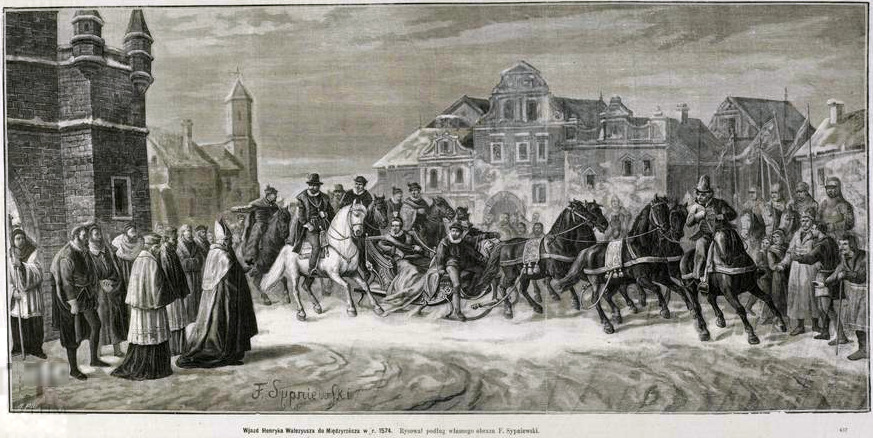
„Król Henryk Walezy przybywa do zamku w Międzyrzeczu” Feliks Sypniewski (1882).

Francja zainteresowała się koroną polską dla młodszego brata panującego króla już w roku 1572. Z poselstwem do umierającego Zygmunta Augusta wyruszył Jean de Balagny prosząc o zgodę na małżeństwo Henryka z siostrą Zygmunta, Anną. Balagny nie został jednak dopuszczony do łoża śmierci króla i powrócił do Francji z niczym. Wkrótce po śmierci Zygmunta w Rzeczypospolitej pojawił się kolejny francuski emisariusz, Jean de Monluc, biskup Valence, ojciec de Balagny’ego i stronnik hugenotów. Od razu musiał stawić czoła reakcji Polaków na wieść o nocy świętego Bartłomieja, która dotarła nad Wisłę mniej więcej razem z Monlukiem. Masakra hugenotów tak podziałała na polską opinię publiczną, że sekretarz biskupa, Jean Choisnin, donosił do Paryża: nie godziło się prawie wspominać imion króla, królowej i księcia andegaweńskiego.
Monluc i jego stronnicy rozpoczęli zatem akcję propagandową, mającą na celu wybielenie postaci Henryka. Pisano więc, że książę andegaweński za wszelką cenę chciał zapobiec masakrze, a gdy już do niej doszło przeciwstawiał się furii i okrucieństwu tłumów, a nawet ukrywał hugenotów. Polaków jednak nie przekonał i już po dokonanej elekcji podskarbi koronny Hieronim Bużeński powiedział biskupowi, by ten nie próbował już przekonywać, że Henryk nie brał udziału w rzezi i nie jest wcale okrutnym tyranem, albowiem – rządząc w Polsce – będzie musiał raczej on się bać poddanych, a nie poddani jego.
Wybory nowego władcy polskiego po okresie bezkrólewia odbyły się w kwietniu i maju 1573 roku na prawym brzegu Wisły, naprzeciw Warszawy, pod wsią Kamień (obecnie Kamionek, część dzielnicy Praga-Południe). Najpoważniejszymi kandydatami do korony obok brata króla francuskiego byli: syn cesarza Maksymiliana II arcyksiążę Ernest Habsburg, car Iwan IV Groźny i Jan III Waza, król szwedzki, mąż Katarzyny Jagiellonki, siostry Zygmunta Augusta. Pod Warszawą stawiło się około 50 tysięcy osób, które uczestniczyły w głosowaniu. Najpierw odbyła się prezentacja kandydatów, której dokonali zagraniczni posłowie. Następnie zaczęto spisywać, lecz już w węższym gronie wybranych do komisji, „artykuły dla króla”. Miały to być uprawnienia i zobowiązania panującego. Po ich zatwierdzeniu, 5 kwietnia 1573 roku, odbyło się głosowanie nad pretendentami do tronu. Zwycięzcą okazał się kandydat francuski. Kilka dni po elekcji posłowie przyszłego monarchy zaprzysięgli w jego imieniu uchwalone przed wyborem postanowienia ogólne – były to tak zwane artykuły henrykowskie. Przyjęto również osobiste zobowiązania elekta, noszące nazwę Pacta conventa. Wybrano też poselstwo, które miało udać się do Paryża, aby oficjalnie zawiadomić księcia francuskiego o wyborze na króla Polski i odebrać od niego przysięgę potwierdzającą przyjęcie uchwał elekcyjnych (artykułów i paktów) i możliwie szybko sprowadzić go do Rzeczypospolitej.
Poselstwo wysłano okazałe i godne. Pertraktacje z Henrykiem i królem Francji Karolem IX, trwały dość długo. Opór budziły przede wszystkim artykuły dotyczące swobody wyznaniowej i możliwości wypowiedzenia posłuszeństwa królowi. Ostatecznie obaj władcy uznali i zaprzysięgli 22 sierpnia 1573 dawne i nowe prawa. Po tym fakcie poselstwo doręczyło Henrykowi dokument elekcyjny. Henryk Walezy został ogłoszony królem Polski.
Do granic Polski dotarł po dwumiesięcznej podróży w końcu stycznia 1574 roku. Orszak królewski, liczący 1200 koni, wozy z bagażami oraz karety z damami dworu i niewiastami lekkich obyczajów, ciągnął przez Heidelberg, Fuldę, Torgau, Frankfurt (nad Odrą). Na Łużycach oczekiwał go książę piastowski Jerzy II Brzeski, który towarzyszył królowi aż do polskiej granicy i granicę przekroczono w Międzyrzeczu, gdzie monarchę uroczyście powitała delegacja senatu z biskupem kujawskim (włocławskim), wojewodowie i kasztelanowie. Później przez Poznań i Częstochowę udano się w kierunku Krakowa, gdzie nastąpiło oficjalne powitanie.
Wszyscy senatorowie zebrani z Polski, Litwy i wszystkich ziem Rzeczypospolitej wyprowadzili z miasta ogromne swoje roty, które szeroko i daleko rozwinięte przedstawiały widok wielkiego i ślicznego wojska. Chorągwie te były kosztownie odziane, odznaczające się doborem pięknością uzbrojenia i koni [...] Poczty senatorów składały się nie tylko z ich chorągwi, albowiem przyłączyła się do nich jeszcze nieskończona moc szlachty i urzędników królestwa.
Henryka witali senatorowie, biskupi, ministrowie, dworzanie, żacy. 21 lutego 1574 roku w katedrze wawelskiej ówczesny arcybiskup gnieźnieński i prymas Polski, Jakub Uchański, koronował Henryka Walezego na króla Polski. Ceremonię zakłóciło wystąpienie marszałka wielkiego koronnego, Jana Firleja, który domagał się, by król zaprzysiągł akty gwarantujące prawa protestantom.

### Dodatkowe warunki
Uzgadniając elekcję Walezego, planowano jego małżeństwo z Anną Jagiellonką, siostrą Zygmunta II Augusta. Była ona jednak starsza od Henryka prawie o 30 lat, toteż młody król nie spieszył się z małżeństwem i do nowego królestwa dotarł w styczniu 1574 roku. Romansował bowiem w tym czasie z Marią de Clèves i nie uśmiechała się mu łożnica sędziwej Jagiellonki. Jechał powoli, zatrzymując się wiele razy. W Lotaryngii nawiązał romans z Ludwiką de Lorraine-Vaudémont, która później miała zostać jego żoną.
Pierwsze spotkanie z Anną nie wypadło nazbyt zachęcająco. Henryk wypowiedział kilka zdawkowych słów i czym prędzej opuścił jej komnaty. Po trzech dniach został koronowany, chociaż nie obeszło się bez różnych przepychanek związanych z rotą przysięgi. Zaczęły się bale i turnieje, ale król coraz bardziej ociągał się z poślubieniem swojej jagiellońskiej narzeczonej. Symulował chorobę lub po prostu zamykał się we własnych komnatach i nie dopuszczał do siebie nikogo.
Opowiadano wprawdzie, że zabawiał się wtedy ze swoimi faworytami i że kazał sprowadzać na zamek damy lekkich obyczajów. Pisał również bez przerwy listy do Francji – te wysyłane do Marii de Cond kreślił nawet własną krwią. Plotki narastały coraz bardziej. Sprowadzał nie tylko do ogrodu blisko Zwierzyńca francuskie rozpustnice, ale nadto włoskim ohydnym nałogom nie przepuścił – pisał kronikarz.
Anna ciągle czekała, a Henryk nadal zwlekał. W czerwcu wyprawiono wreszcie wielki bal, który potraktowano jako oficjalne zaręczyny. Nazajutrz król dowiedział się jednak o śmierci swego brata, co sprawiło, iż zaczął ubiegać się o koronę francuską, zaniedbując niebywale swe obowiązki monarchy.

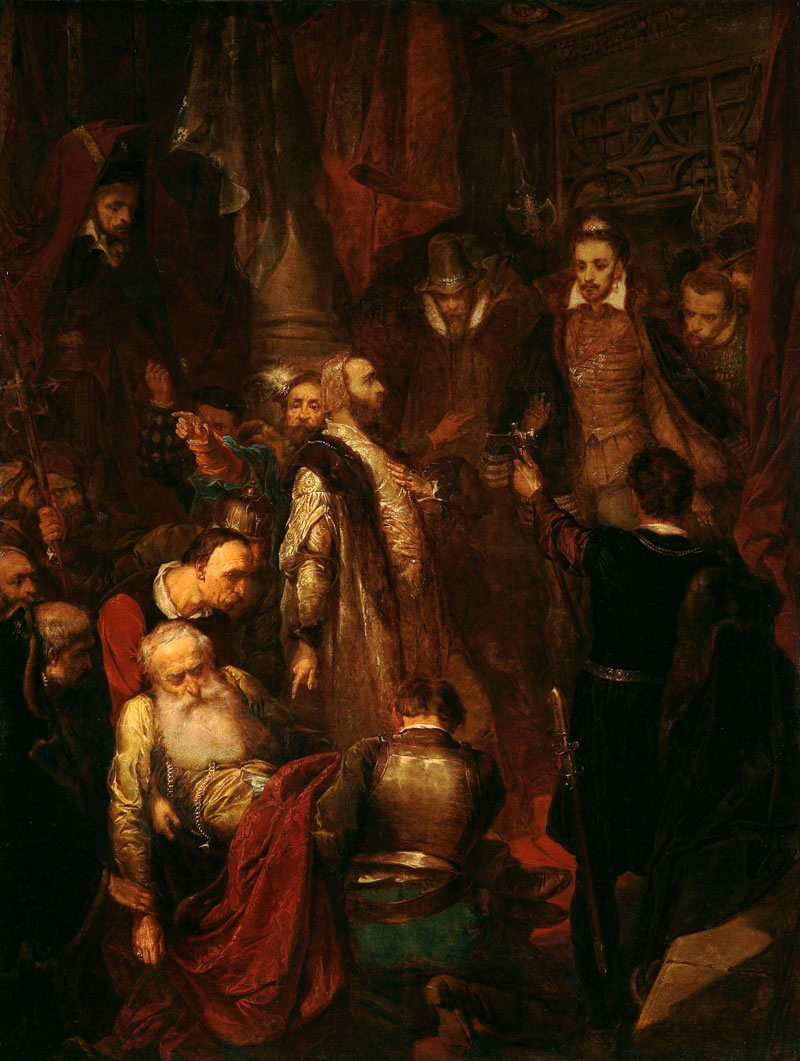
Zabójstwo kasztelana przemyskiego Andrzeja Wapowskiego w czasie koronacji Henryka Walezego, obraz Jana Matejki

### Niełatwe początki rządów
Od samego początku rządom Henryka towarzyszyły spory o zakres jego władzy. Henryk nie zaprzysiągł w katedrze zobowiązujących go artykułów (poza pokojem wyznaniowym). Wobec tego sejm koronacyjny rozjechał się na znak sprzeciwu bez podjęcia uchwał, ostrzegając monarchę, że może zostać zniesiony z tronu. Henryk nie dowierzał tym groźbom i rozpoczął sądy. Jednakże jego wyroki uznawano za stronnicze i zbyt łagodne. Rozdał nieobsadzone urzędy i przekazał wielu dostojnikom dobra królewskie, ale niechętni mu twierdzili, że nie wykorzystał możliwości zasilenia przy tej okazji skarbu koronnego.

### Charakterystyka panowania
Henryk Walezy obejmując władzę w Polsce miał 23 lata i niewiele doświadczenia politycznego. Jego rządy w Polsce cechowała nieznajomość stosunków, niekorzystny wybór doradców (Zborowscy) oraz małe zainteresowanie sprawami polskimi. Był wszechstronnie wykształcony, odważny i ambitny. Lubił wspaniałe, zdobione drogimi kamieniami stroje, nosił biżuterię i używał pachnideł. Miał przekłute uszy i nosił podwójne, wysadzane perłami, kolczyki z wisiorkami. W Polsce powszechnie uznano te upodobania za przejaw zniewieściałości. Na dworze Henryka było wielu mężczyzn malujących sobie twarze, strojących się w klejnoty i perfumy. Podobno niektórzy z nich pełnili funkcję królewskich kochanków. Henryk nie znał polskiego, więc udział w życiu publicznym niezmiernie go nudził. Wieczory i noce spędzał na rozrywkach, za dnia najchętniej spał. Grał w karty i przegrywał olbrzymie sumy, pobierane ze skarbu państwa. Na wydawanych przez króla ucztach występowały nagie dziewczęta. Nie traktował też poważnie obowiązków królewskich – na przykład, aby uniknąć przyjmowania interesantów, potrafił spędzić dwa tygodnie w łóżku, pozorując chorobę.

### Ucieczka do Francji

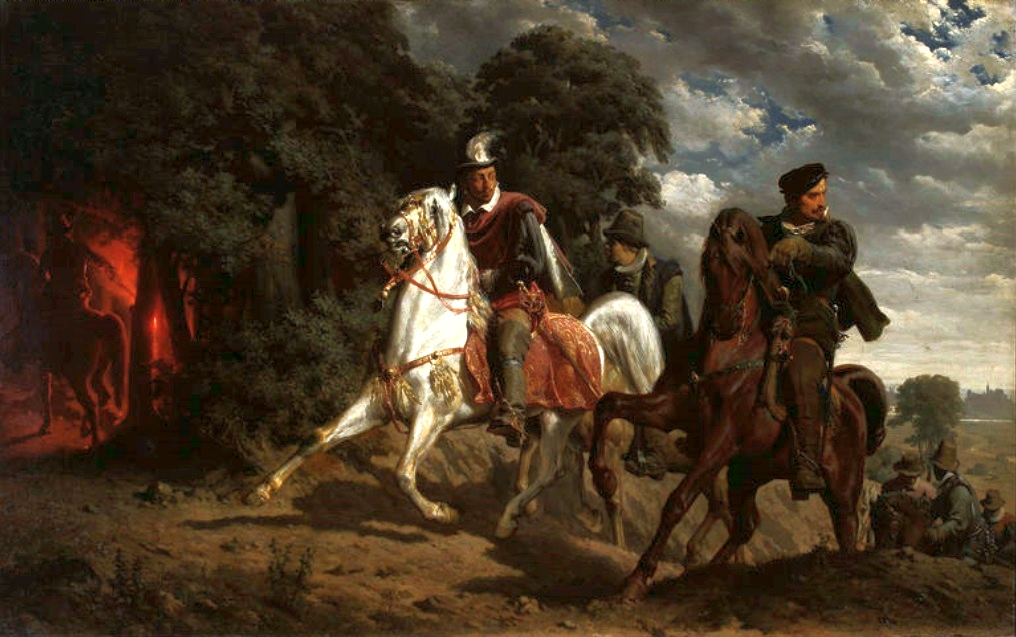
Ucieczka Henryka Walezego z Polski, obraz Artura Grottgera

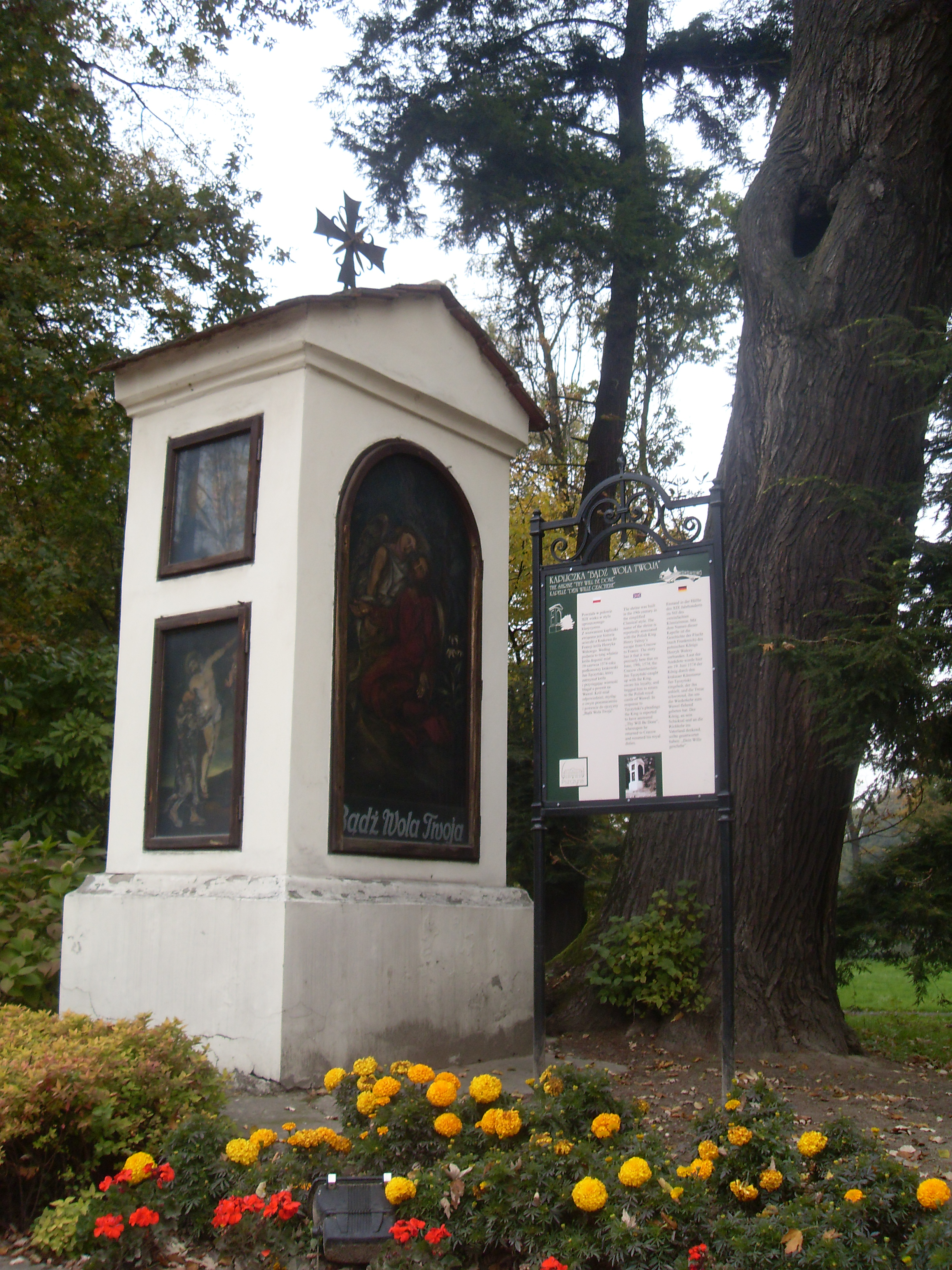
Kapliczka „Bądź Wola Twoja” w Pszczynie na prawdopodobnym miejscu, gdzie delegacja polska doścignęła króla Henryka Walezego

Niebawem, w czerwcu 1574 roku, Henryk odebrał wiadomość o śmierci brata (dnia 30 maja), króla Karola IX. Kilka dni później, nocą z 18 na 19 czerwca 1574, potajemnie, nie zasięgnąwszy rady senatu, w przebraniu opuścił Wawel i udał się pospiesznie w kierunku granicy. Królowi towarzyszyli jego lokaj Jan du Halde, dworzanin Gilles de Souvré, lekarz Marek Miron i kapitan gwardii Mikołaj de Larchant. Odjazd króla jednak zauważono i natychmiast wyruszyła za nim pogoń kierowana przez kasztelana wojnickiego Jana Tęczyńskiego.
Kiedy orszak Henryka zbliżał się do granicy, zauważył go starosta oświęcimski. Zrzucił on ubranie, skoczył do rzeki i, płynąc w kierunku króla, krzyczał: Najjaśniejszy panie, czemu uciekasz? Tuż za granicą (według tradycji: na rogatkach Pszczyny) dopadł Henryka pościg wysłany z Krakowa. Henryk odrzucił prośby o powrót do kraju i ustanowienie przed oficjalnym wyjazdem rządów zastępczych. Obiecał, że za kilka miesięcy powróci. Nie zrobił tego. Biskup Karnkowski wysłał do Francji delegację z Janem Dymitrem Solikowskim na czele, która bezskutecznie w Chambery namawiała Henryka do powrotu.

### Konsekwencje ucieczki króla
Przebywający w Krakowie ministrowie i senatorowie małopolscy zawiadomili o wyjeździe króla Wielkopolan i Litwinów. Prymas zwołał na koniec sierpnia sejm. Prawie wszyscy senatorowie byli początkowo przeciwni ogłoszeniu bezkrólewia i nowej elekcji, natomiast większość posłów uważała, że potajemny wyjazd Henryka uwalnia poddanych od zobowiązań wobec monarchy i pozwala na wybór nowego. W wyniku długich dyskusji 15 września wysłano poselstwo (Tomasz Drohojewski) z listem do króla, wyznaczając mu jako ostateczny termin powrotu do kraju na 12 maja 1575 roku. Zapowiedziano jednocześnie, że w razie niedotrzymania tego terminu Henryk utraci tron. Henryk obiecywał posłom sejmowym szybki powrót.
W kraju miały działać do tego czasu konfederacje szlacheckie i kapturowe, podobnie jak w czasie poprzedniego bezkrólewia. Henryk Walezy nie spełnił obietnicy powrotu, uznano więc tron za pusty i zapowiedziano nową elekcję.
Henryk nigdy nie zrzekł się władzy w Rzeczypospolitej i po detronizacji do końca życia uważał się za jej prawowitego monarchę. Używał m.in. herbów z polskim Orłem i litewską Pogonią.

### Zderzenie kultur
Krótkie panowanie Henryka Walezego na Wawelu było prawdziwym zderzeniem cywilizacyjnym pomiędzy rzeczywistością polską a francuską. Młodego króla i jego francuską świtę dziwiły urządzane przez polskich poddanych pijatyki, rozczarowało ubóstwo polskich wsi i surowy klimat kraju. Polacy natomiast uważali Francuzów za zniewieściałych, a władcy mieli za złe cudzoziemskie stroje i zamiłowanie do biżuterii.
Z drugiej jednak strony Walezy był oczarowany Wawelem, zamkiem wygodnym i przestronnym, trzy razy większym od ówczesnego Luwru. To tutaj właśnie Walezy po raz pierwszy zetknął się z udogodnieniami w postaci wychodków i kanalizacji. Ówczesna Francja nie znała takich rozwiązań – arystokracja zamieszkująca francuskie pałace i zamki załatwiała potrzeby fizjologiczne, gdzie się dało (często były to kominki i korytarze). Według legendy lub anegdoty Henryk Walezy, uciekając z Krakowa do Paryża, wywiózł z sobą także komplet widelców, które jakoby zobaczył po raz pierwszy w Polsce, a które we Francji miały być nieznane. W konsekwencji niektóre źródła przypisują Walezemu upowszechnienie zwyczaju jedzenia sztućcami we Francji, choć inne wskazują, że zwyczaj ten upowszechniła na dworze francuskim już matka Henryka, Katarzyna Medycejska.

## Henryk Walezy we Francji

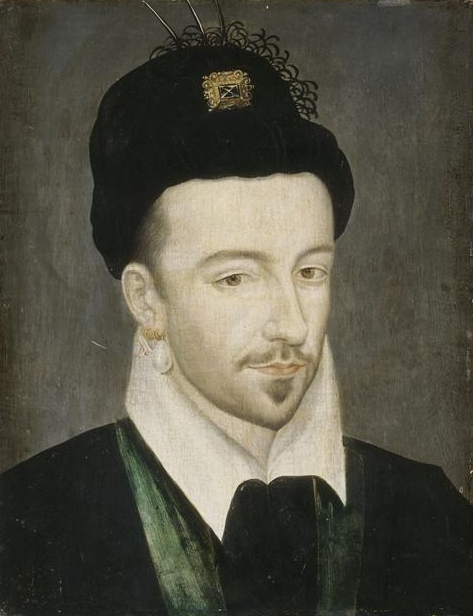
jako król Francji Henryk III

Henryk wrócił do Francji w trakcie trwania kolejnej wojny religijnej (1574–1576). 13 lutego 1575 Henryk został koronowany w Reims na króla Francji. Dwa dni później poślubił Ludwikę Lotaryńską, córkę Mikołaja Lotaryńskiego, księcia de Mercœur, i Małgorzaty, córki Jana III, hrabiego d’Egmont.
Nie mając pieniędzy na kontynuację wojny, musiał pójść na szerokie ustępstwa wobec hugenotów. Potępił wydarzenia, które miały miejsce w czasie nocy świętego Bartłomieja sprzed dwóch lat oraz zawarł w 1576 roku traktat pokojowy, w którym hugenoci uzyskali przyzwolenie na swobodę wiary i na udział w parlamentach prowincji. Faktycznie wiele miast hugenockich uzyskało wtedy niezawisłość od władzy królewskiej. Oburzeni tymi ustępstwami katolicy powołali zbrojną Ligę Katolicką, z zamiarem obalenia Henryka III i kontynuowania walki z hugenotami.
Na czele wspomnianej Ligi Katolickiej stanęli dwaj bracia Gwizjusze, książę Henryk I de Guise i kardynał Louis de Guise. W 1576 roku wybuchła, szósta już, religijna wojna domowa, która skończyła się rokowaniami w 1577 w Bergerac, w których uczestniczył, ocalały z rzezi w czasie nocy świętego Bartłomieja, a mało angażujący się w wojnę, król Nawarry – Henryk Burbon.
Siódma wojna religijna rozpoczęła się w 1579 pod wpływem księcia Henryka de Condé, który chcąc zapanować nad swoją gubernią, Pikardią, zajął twierdzę w La Fere. Spowodowało reakcję Henryka III. W Wojnę zaangażował się także Henryk Nawarski, chcąc zaprowadzić porządek w swojej guberni: Gujennie. Wystąpił przeciw wicegubernatorowi Armandowi de Gontaut, baronowi de Biron i zdobył twierdzę Cahors. Wojna zakończyła się ona traktatem we Fleix w 1580 roku, w wyniku którego protestanci tracili swoje zdobycze, ale baron de Biron został odwołany z Gujenny.
W 1584 roku zmarł bezpotomnie młodszy brat Henryka, Franciszek Herkules d’Anjou. Sam Henryk III również był bezdzietny, ponadto wykazywał kobiece cechy i lubił okazyjnie podczas balów przebierać się za kobiety.
Jego zachowanie, ale także stroje, fryzury i biżuteria (Walezy uważał, że władca powinien podkreślać swoje miejsce w hierarchii) szokowały współczesnych mu ludzi i do dziś przetrwał pogląd o jego homoseksualizmie zwanym wówczas sodomią. Jednak pogląd ten znajduje potwierdzenie jedynie w publikacjach opłacanych w czasach Walezego przez niechętnych mu Gwizjuszy lub przekazach, wrogo nastawionych wobec Francji, dyplomatów. Pogląd o jego homoseksualizmie jest trudny do obrony wobec znanych faktów jego romansów (miłość do Marii de Clèves). Badacze nie wykluczają biseksualności Henryka i, wspominając o jego matce (Katarzynie Medycejskiej), mówią o freudowskiej matce kastrującej .
Po śmierci księcia Andegawenii tron Francji – zgodnie z prawem salickim – winien przypaść najbliższemu krewnemu Henryka III w linii męskiej. Był nim, choć bardzo dalekim (21 stopień pokrewieństwa), Henryk z Nawarry, wódz hugenotów.
Perspektywa objęcia francuskiego tronu przez protestanta zaktywizowała Ligę Katolicką, której poparcia finansowego i militarnego udzielał król Hiszpanii Filip II a moralnego papież Sykstus V. W 1585 roku rozpoczęła się więc kolejna wojna religijna, zwana popularnie „wojną trzech Henryków” (Henryka III, Henryka z Nawarry i Henryka de Guise). Henryk z Nawarry odnosił liczne sukcesy militarne, a poparcia udzielała mu królowa angielska Elżbieta i protestanccy książęta niemieccy. Król Henryk III starał się o doprowadzenie do pokoju.
12 maja 1588 zawsze ultrakatolicki Paryż zbuntował się przeciwko swojemu królowi. Henryk III uciekł z miasta, do którego wkroczył entuzjastycznie witany książę de Guise. Henryk III przeniósł się do Blois, gdzie zwołał Stany Generalne. Przybył na nie również książę de Guise. 23 grudnia książę został zamordowany, kiedy szedł na posiedzenie rady królewskiej. 24 grudnia ścięto jego brata, kardynała Ludwika. Krok ten spowodował odwrócenie się katolickiej części Francji od Henryka, który w tej sytuacji wykonał wielką woltę polityczną i zawarł przymierze z Henrykiem z Nawarry (kwiecień 1589). Na wieść o tym papież Sykstus V rzucił klątwę na Henryka.

## Śmierć

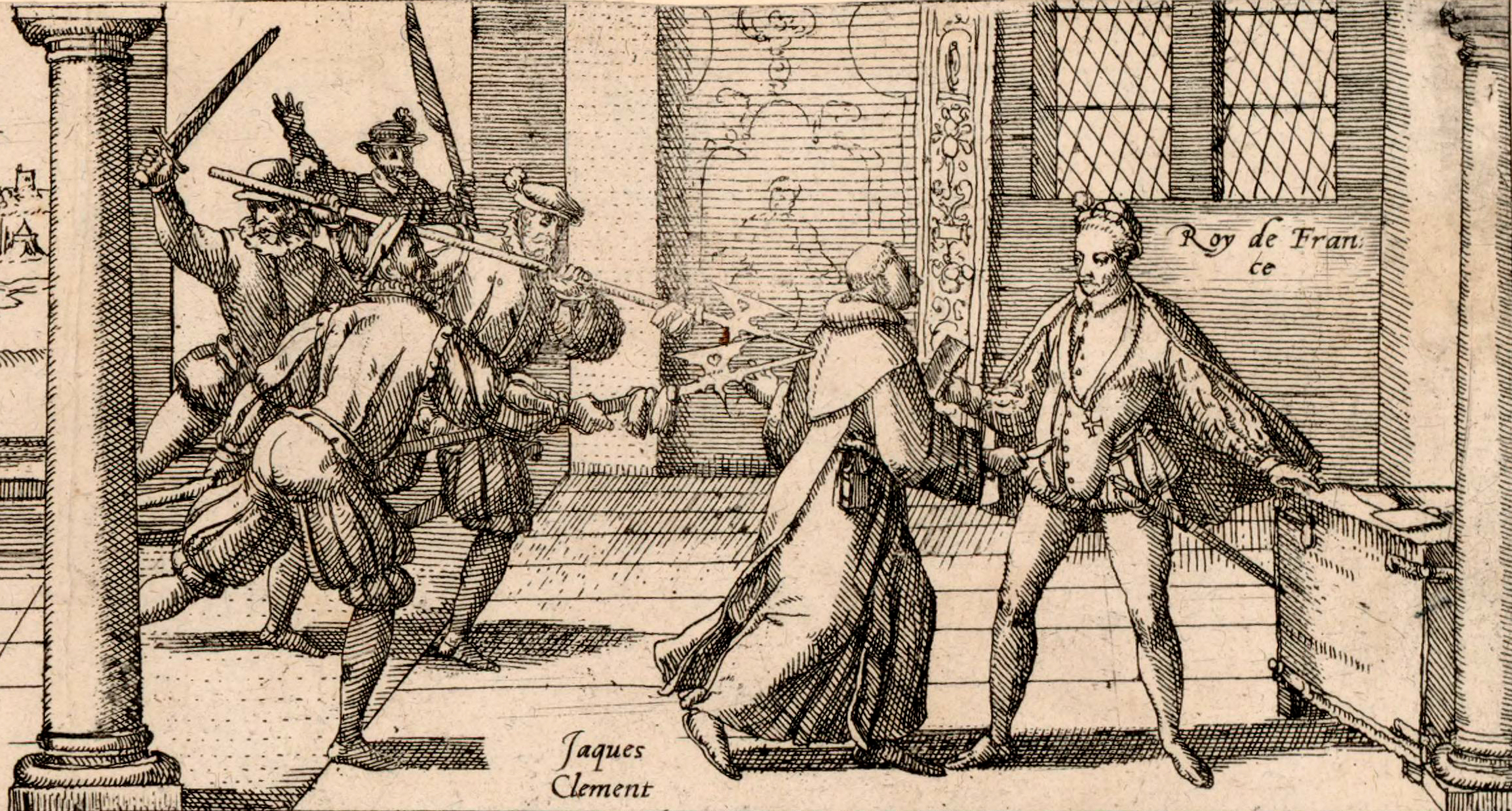

Posiłkowany przez króla Nawarry Henryk III rozpoczął oblężenie niepokornego Paryża. W środę, 1 sierpnia 1589, dominikanin Jacques Clément poprosił o audiencję u króla. Król przebywał wówczas w Saint-Cloud, skąd kierował oblężeniem. Zakonnik twierdził, że ma ważne informacje, więc zaprowadzono go do Henryka, który właśnie znajdował się na sedesie. Mnich przyklęknął przed królem i podał mu list, a kiedy Henryk zaczął czytać, zadał mu cios nożem w podbrzusze. Królowi udało się skaleczyć w czoło zamachowca, którego zadźgano mieczami, a ciało wyrzucono przez okno.
Wezwani medycy włożyli wnętrzności z powrotem do ciała i zrobili Henrykowi lewatywę. Wkrótce została ona wydalona przez ranę, co uznano za dobry znak. Nastrój Henryka poprawił się, ale kilka godzin później dostał silnej gorączki i zrozumiał, że zbliża się śmierć. W obecności świadków wyznaczył Henryka z Nawarry na swojego następcę. W nocy poprosił o ostatnie sakramenty. Spowiednik zapytał go, czy wybacza swoim wrogom, także tym, którzy nasłali na niego mordercę. Im również wybaczam i proszę Boga, aby zechciał im odpuścić winy, tak jak chciałbym, by odpuścił moje – odpowiedział król. Przeżegnał się dwa razy i zmarł o godzinie trzeciej nad ranem.
Zabalsamowane ciało Henryka pochowano tymczasowo w Compiègne w opactwie Saint-Cornille, zaś urnę z sercem Henryka zamurowano przed głównym ołtarzem kościoła w Saint-Cloud. Kiedy nastał pokój Henryk w dalszym ciągu pochowany był w Compiègne – nowy król Henryk IV Burbon nie przeniósł go do bazyliki Saint Denis, gdyż przepowiedziano mu, że spocznie w tej samej bazylice tydzień po Henryku III. Przenosiny ciała ostatniego Walezjusza na francuskim tronie nastąpiły dopiero w 1610 roku. Kilka tygodni później Henryk IV zginął z ręki zamachowca, którym był fanatyk religijny.

## Odznaczenia
Jako król Francji był od dnia koronacji 20 lutego 1575 wielkim mistrzem Orderu Świętego Michała, ale z powodu spadku jego znaczenia 31 grudnia 1578 roku ustanowił Order Ducha Świętego – najwyższe odznaczenie królestwa Francji, nazwane tak na pamiątkę wyboru na króla Polski i objęcia tronu Francji, które to wydarzenia miały miejsce w dniach, w których obchodzono Zesłanie Ducha Świętego.
Został też odznaczony angielskim Orderem Podwiązki 28 lutego 1585 roku.

## Henryk w kulturze
Henryk jest jednym z bohaterów powieści Aleksandra Dumasa (ojca) Królowa Margot. W filmowej adaptacji książki z 1994 roku w reżyserii Patrice’a Chéreau w postać Henryka wcielił się Pascal Greggory.
W 2019 roku miała miejsce premiera beletrystycznej powieści Jędrzeja Napiecka pt. Król, który uciekł. Książka w humorystycznej formie przedstawia kulisy elekcji Henryka Walezego na króla Rzeczypospolitej. Została wydana przez wydawnictwo Krytyka Polityczna.

## Galeria

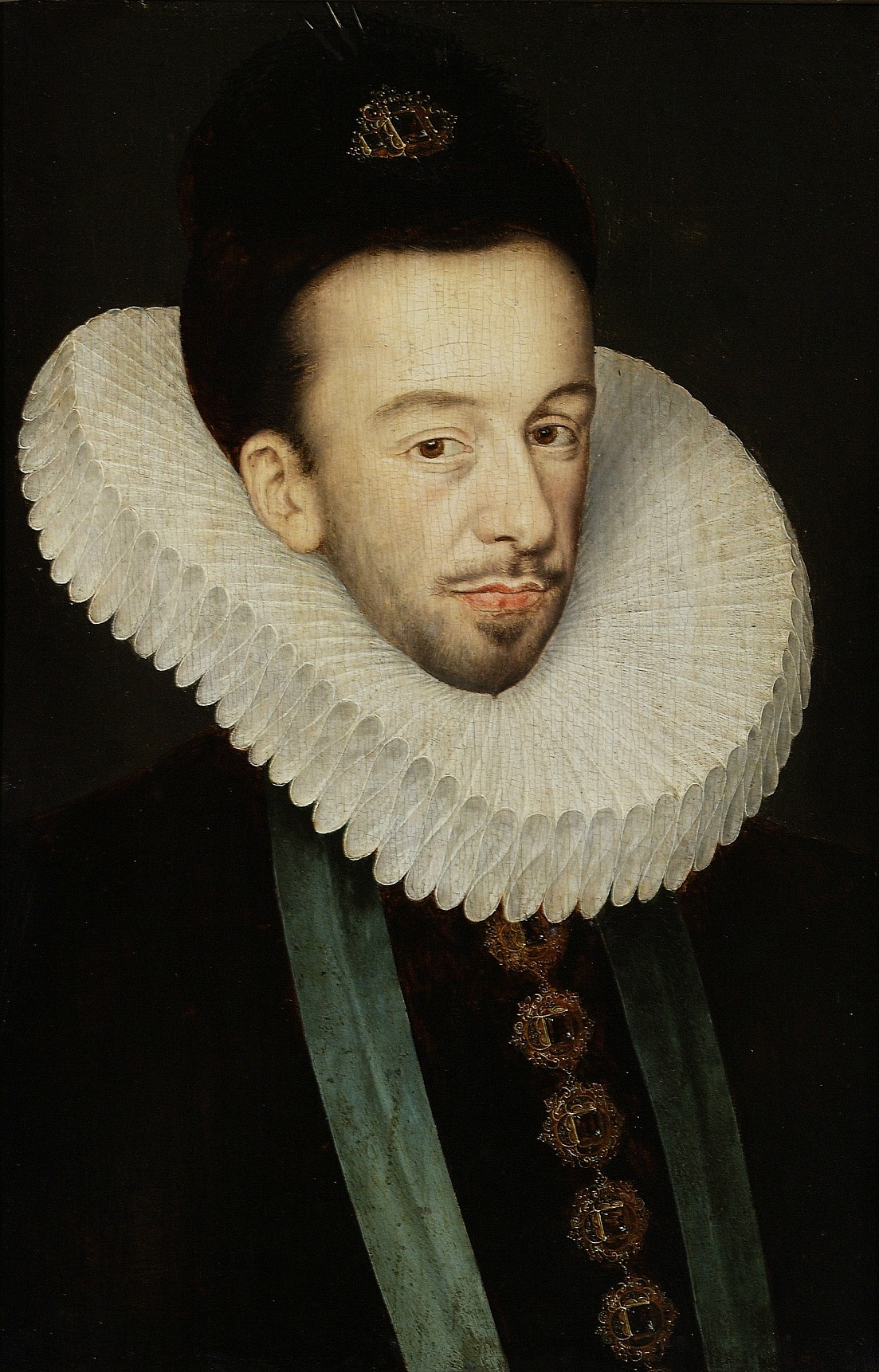
François Quesnel, Portret Henryka Walezego z około 1588
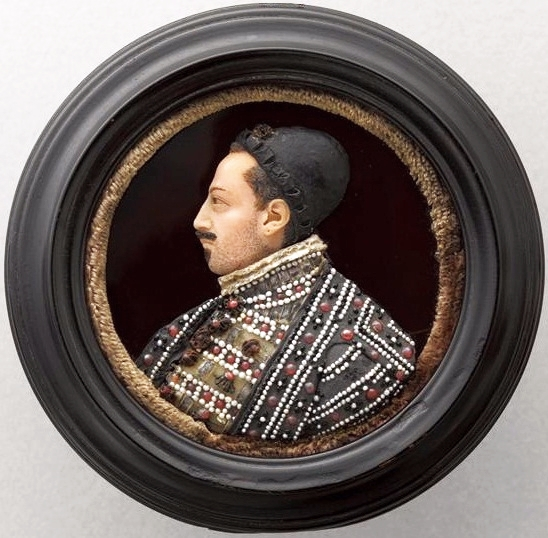
Antonio Abondio, Miniatura Henryka Walezego z około 1590 roku
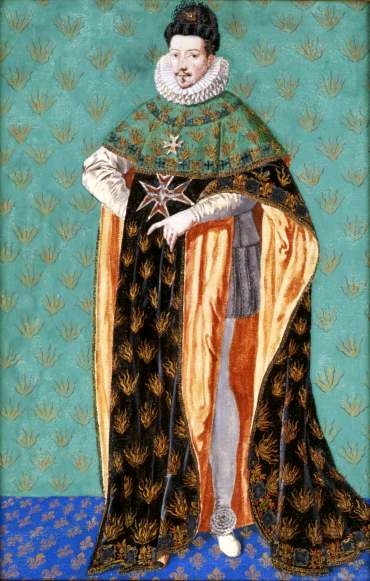
Portret Henryka III Walezego w stroju orderowym Orderu Ducha Świętego z około 1610 roku
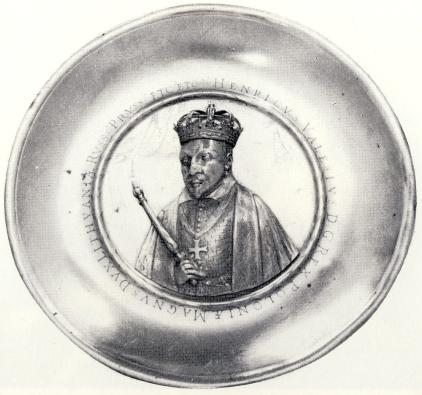
Andreas Mackensen, Patera z wizerunkiem Henryka Walezego z 1648 roku
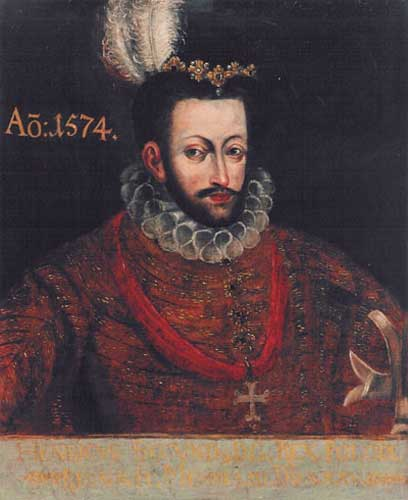
Portret Henryka Walezego z około 1645

## Genealogia
| Franciszek I ur. 12 IX 1494 zm. 31 III 1547 | Franciszek I ur. 12 IX 1494 zm. 31 III 1547 |                                           |                                           | Klaudia Walezjuszka ur. 1499 zm. 1524 | Klaudia Walezjuszka ur. 1499 zm. 1524 |  |  | Lorenzo II Medyceusz ur. 9 IX 1492 zm. 4 V 1519 | Lorenzo II Medyceusz ur. 9 IX 1492 zm. 4 V 1519 |                                                  |                                                  | Madeleine de la Tour d’Auvergne | Madeleine de la Tour d’Auvergne |
|                                             |                                             |                                           |                                           |                                       |                                       |  |  |                                                 |                                                 |                                                  |                                                  |                                 |                                 |
|                                             |                                             |                                           |                                           |                                       |                                       |  |  |                                                 |                                                 |                                                  |                                                  |                                 |                                 |
|                                             |                                             | Henryk II ur. 31 III 1519 zm. 10 VII 1559 | Henryk II ur. 31 III 1519 zm. 10 VII 1559 |                                       |                                       |  |  |                                                 |                                                 | Katarzyna Medycejska ur. 13 IV 1519 zm. 5 I 1589 | Katarzyna Medycejska ur. 13 IV 1519 zm. 5 I 1589 |                                 |                                 |
|                                             |                                             |                                           |                                           |                                       |                                       |  |  |                                                 |                                                 |                                                  |                                                  |                                 |                                 |
|                                             |                                             |                                           |                                           |                                       |                                       |  |  |                                                 |                                                 |                                                  |                                                  |                                 |                                 |
|                                             |                                             |                                           |                                           |                                       |                                       |  |  |                                                 |                                                 |                                                  |                                                  |                                 |                                 |

|  |  | Ludwika Lotaryńska ur. 30 IV 1553 zm. 29 I 1601 OO 15 II 1576 | Ludwika Lotaryńska ur. 30 IV 1553 zm. 29 I 1601 OO 15 II 1576 | Henryk III Walezy ur. 19 IX 1551 zm. 2 VIII 1589 | Henryk III Walezy ur. 19 IX 1551 zm. 2 VIII 1589 |  |  |  |  |
|  |  |                                                               |                                                               |                                                  |                                                  |  |  |  |  |

## Inne informacje
Droga Henryka do Francji, po ucieczce z Polski prowadziła przez Włochy, o czym świadczyć miała tablica odkryta przez Henryka Lubomirskiego w latach 1832–1833 na ścianie domu patrycjusza weneckiego, położonego nad rzeką Brentą, pomiędzy Padwą a Mestre o następującej treści (po łacinie):
| HENRICUS VALESIUS REX Cum e Poloniae Regno Quod Ejus Sumae Virtuti merito fuerat delatum. In Gallia Carolo Fratre IX. Rege Vita Functo ad Patrium. Et Avitum lret. Hoc. Iter Faciens. Ultro Ad Has Aedes Divertit. Tota Fere. Italia Comitante Anno Salutis M.D.LXXIV.VI. Calend. Aug. Tantae Umanitatis Memor Foedericus Contafnus. D.M. Proc. Fundi Dominus. M.P. Król Henryk Walezy, po śmierci brata swego Karola IX., króla francuzkiego, wracając z polskiego królestwa, które słusznie jego wielkim przymiotom ofiarowane było, na ojczyste swe dziedzictwo, w przejeździe swoim do tego tu wstąpił domu, w towarzystwie prawie całych Włoch, roku zbawienia 1574. dnia 6 sierpnia. Tej uprzejmości pamiętny Fryderyk Contafnus, miejsca właściciel, ten napis położył. |